# Княжев, Александр Яковлевич
Алекса́ндр Я́ковлевич Кня́жев (22 октября 1909, Мурамовская, Вологодская губерния — 30 апреля 1945, Берлин) — советский военнослужащий, участник Великой Отечественной войны, полный кавалер ордена Славы, командир отделения разведки 940-го артиллерийского полка старшина — на момент представления к награждению орденом Славы 1-й степени.

## Биография
Родился 22 октября 1909 году в деревне Мурамовская Никольского уезда Вологодской губернии (ныне — Подосиновского района Кировской области). Окончил 4 класса Бычихинской начальной школы. Помогал отцу побочными заработками, работал в колхозе. В 1925 года уехал в Архангельск. Работал на сплаве на погрузке экспорта, на Соломбальском заводе «Красная кузница». В 1930—1932 годах проходил срочную службу в Красной Армии.
В августе 1941 года был вновь призван в армию Соломбальским райвоенкоматом города Архангельск. В действующей армии с мая 1942 года, боевой путь начал на Северо-Западном фронте. Член ВКП с 1942 года. К концу 1943 года воевал в разведке 940-го артиллерийского полка 370-й стрелковой дивизии. В декабре 1943 года награждён медалью «За отвагу».
15 июля 1944 года в районе села Дольск старший сержант Княжев, находясь на передовом наблюдательном пункте в боевых порядках пехоты, обнаружил 3 огневые точки и установил начертание переднего края обороны противника. Рискуя жизнью, вынес в безопасное место тяжело раненого командира батареи. Был представлен к награждению Отечественной войны 2-й степени, командиром 91-го стрелкового корпуса статус награды был изменён.
В последующих наступательных боях ещё не раз отличился.
18 июля при прорыве вражеской обороны западнее города Ковель старший сержант Княжев, заменив выбывшего из строя командиpa батареи, подавил 4 пулемёта, противотанковое орудие. 20 июля одним из первых преодолел реку Западный Буг в районе населённого пункта Хусынне, огнём из личного оружия истребил несколько противников. В ночь на 31 июля в составе взвода автоматчиков переправился на левый берег реки Висла в районе города Пулавы. В бою за расширение плацдарма успешно корректировал огонь по различным целям врага. В сентябре был представлен к награждению орденом Славы 2-й степени.
Приказом по войскам 91-го стрелкового корпуса от 4 августа 1944 года старший сержант Княжев Александр Яковлевич награждён орденом Славы 3-й степени.
Приказом по войскам 69-й армии от 17 ноября 1944 года старший сержант Княжев Александр Яковлевич награждён орденом Славы 2-й степени.
14 января 1945 года в бою за населённый пункт Анелин по целеуказаниям старшины Княжева уничтожено несколько огневых точек и много вражеских солдат. 16 января дал точное целеуказание для поражения боевого охранения противника, чем содействовал захвату населённого пункта Гарбатка на левом берегу реки Висла. В ночь на 5 февраля 1945 года в числе первых форсировал реку Одер в районе города Лебус. В бою за удержание плацдарма истребил несколько вражеских солдат и офицера.
В одном из последующих боёв был тяжело ранен. 30 апреля 1945 года умер от ран. Похоронен в братской могиле в населённом пункте Хайнерсдорф.
Указом Президиума Верховного Совета СССР от 31 мая 1945 года за образцовое выполнение заданий командования в боях с захватчиками старшина Княжев Александр Яковлевич награждён орденом Славы 1-й степени. Стал полным кавалером ордена Славы.

## Награды
- медаль «За отвагу»(30.12.1943)[1]
- орден Славы 3-х степеней (4.8.1944[2], 17.11.1944[3], 31.05.1945[4])

## Память

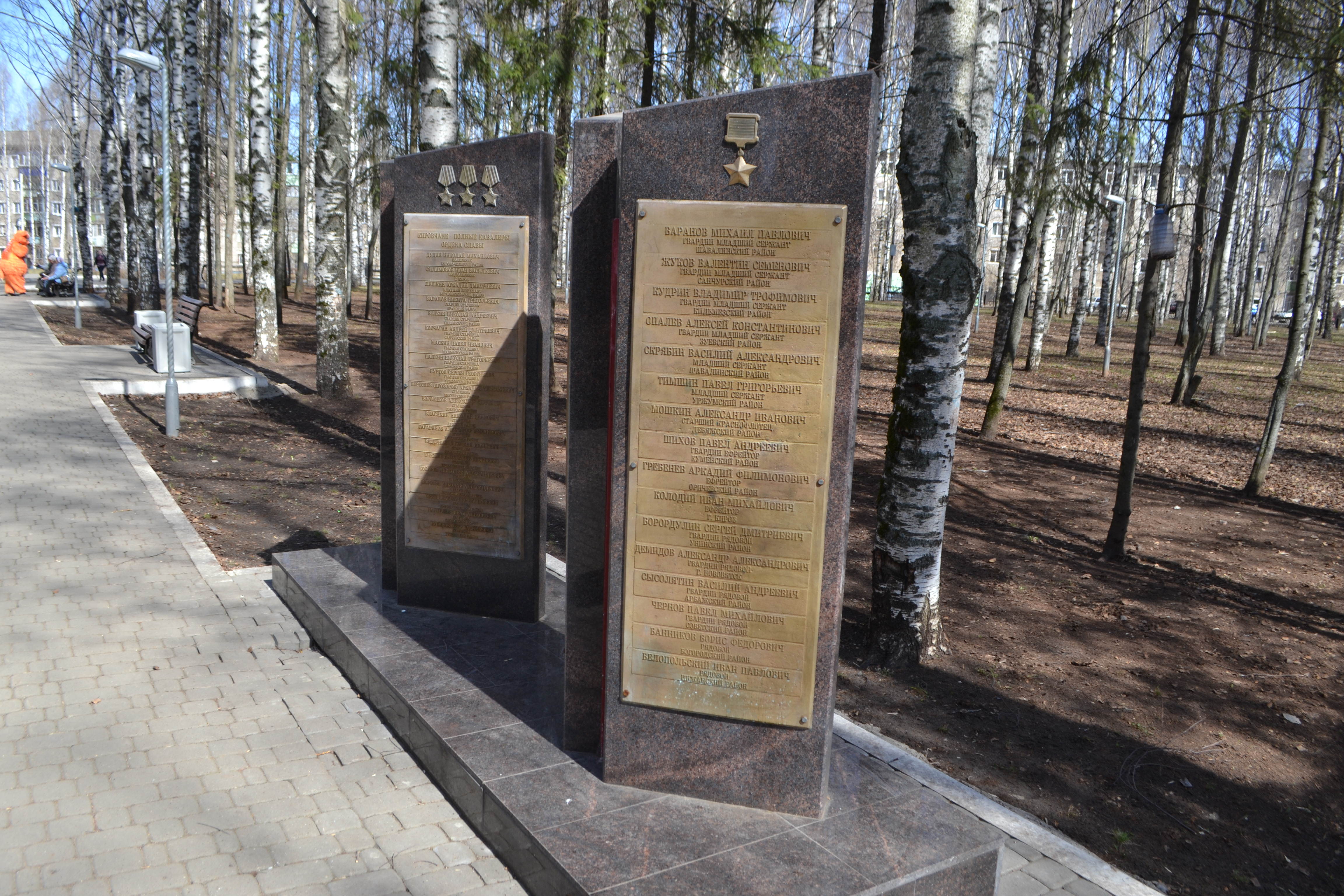
Имя Героя выбито на гранитной стеле на Аллее Славы в парке Победы города Кирова 2019.

Памятник павшим в боях землякам в селе Шолга.

- Имя Героя выбито на гранитной стеле на Аллее Славы в парке Победы города Кирова 2019.
- В селе Шолга Подосиновского района на памятнике павшим в боях землякам А. Я. Княжеву установлена мемориальная доска, на которой местом захоронения в Германии указан г. Войнердорф.